# Apt
Apt [apt] ist eine französische Stadt mit 10.297 Einwohnern (Stand 1. Januar 2022) im Département Vaucluse und in der Region Provence-Alpes-Côte d’Azur. Sie gehört zum Kanton Apt im Arrondissement Apt. Sie war zudem Sitz des Gemeindeverbandes Communauté de communes du Pays d’Apt, der in der Communauté de communes du Pays d'Apt-Luberon aufgegangen ist.

## Geographie

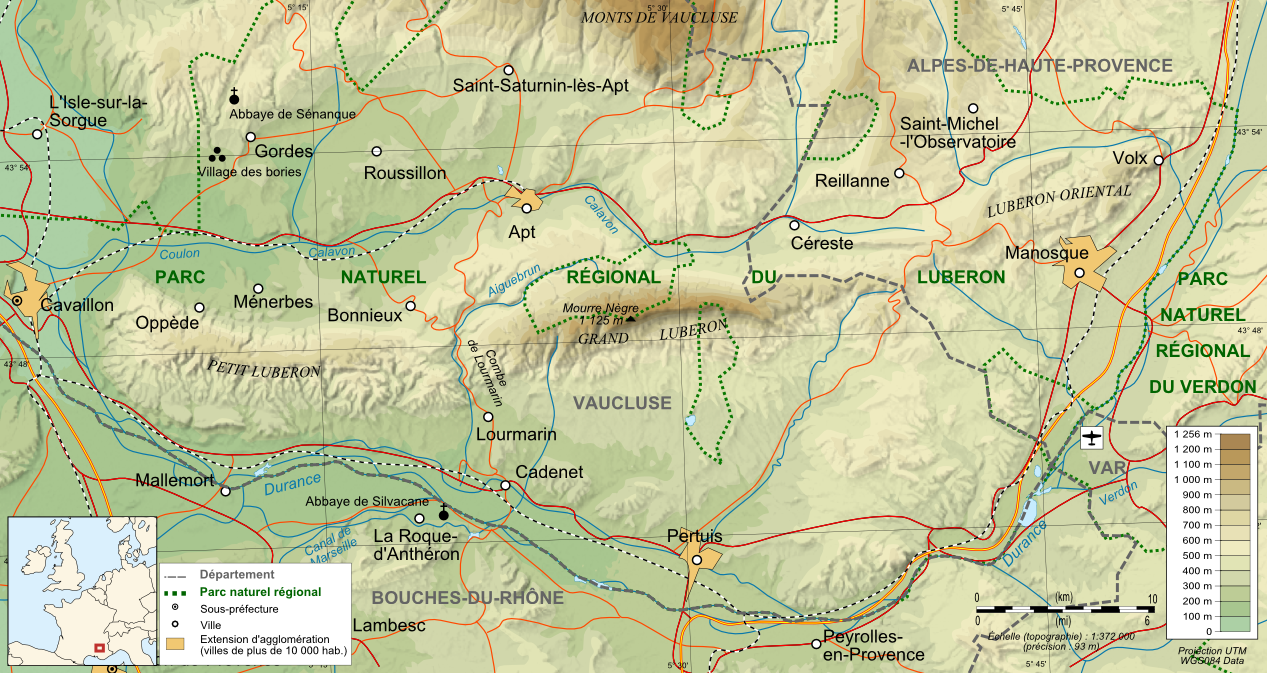
Lage von Apt

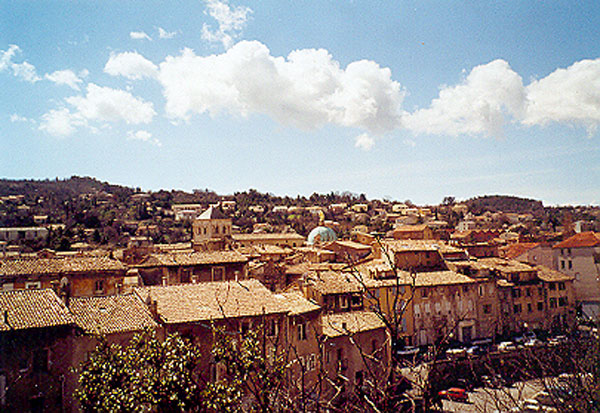
Blick über die Dächer der Stadt

Apt liegt zwischen dem Plateau von Vaucluse und dem Gebirgszug des Luberon im Tal des Calavon. Die Stadt gilt als Zentrum des Luberon und befindet sich etwa 50 Kilometer nördlich von Aix-en-Provence. Nach Avignon, westlich von Apt, sind es ebenfalls etwa 50 Kilometer; dort befindet sich ein TGV-Bahnhof.
Das Gemeindegebiet gehört zum Regionalen Naturpark Luberon. In Apt befindet sich auch die Parkverwaltung mit dem Besucherzentrum.

## Geschichte
Ausgrabungen im Weiler Les Agnels, am Bach Mauragne und in Roquefure am Fluss Calavon haben ergeben, dass Apt bereits in der Mittelsteinzeit, in der Zeit von 9000 bis 6000 v. Chr., besiedelt war. Die Römer gründeten im Jahr 45 v. Chr. das Militärlager und die römische Kolonie Apta, die an der Via Domitia, der alten Römerstraße von Mailand nach Arles lag. Zu Ehren von Gaius Iulius Caesar wurde daraus die Stadt Apta Iulia, die bis zu 10.000 Einwohner umfasste – um 150 nach Christus – und recht wohlhabend war. Zu den Bewohnern zählten Marcus Cornelius Fronton, ein Freund des Kaisers Hadrian, und Antoninus der Fromme, der Hauslehrer von Kaiser Mark Aurel war.
Ab 276 bis 896 n. Chr. drangen Alemannen, Franken, Burgunder, Westgoten, Ostgoten, Langobarden, Sachsen und Sarazenen in die Region ein und verwüsteten die Stadt immer wieder. Ab etwa 700 zog sich die verbliebene Bevölkerung wegen dieser Invasionen auf die befestigten Berghöhen zurück. Im 9. Jahrhundert wurde die Stadt von den Grafen von Apt verwaltet, danach wurde die Gerichtsbarkeit und Macht zwischen dem weltlichen Grafen und dem Bischof, der bereits früh hier einen Sitz hatte, aufgeteilt. Die Stadt begann ab 900 durch Handel zu florieren und war von Wällen umgeben. Im 14. Jahrhundert profitierte Apt vom Papsttum in Avignon. Beim regionalen Konzil von 1365 in Apt war Papst Urban V. anwesend. Zusammen mit der Provence fällt Apt 1483 an Frankreich. Nach der Reformation, die vor allem mit den Waldensern in der Umgebung Apts richtig Fuß fasste, blieb die Stadt mit ihrem Bischof katholisch und wurde von Reformierten 1560, 1562 und 1586 erfolglos belagert. Die danach erfolgte starke katholische Repression dagegen ließ die Protestanten nach Nordeuropa flüchten.
Pestepidemien in der Stadt gab es mehrmals, die schwersten waren 1348, 1580–1589 und 1720, die viele dahinrafften und auch die Region verwüsteten. 1720 bis 1721 gab es 251 Todesopfer. Auf eindringliche Bitte der kinderlosen Königin Anna von Österreich, der Frau von Ludwig XIII., schickten die Konsuln von Apt ihr 1623 eine Reliquie der Heiligen Anna, ihrer Schutzpatronin, die in der Kathedrale aufbewahrt wurde. Nach der Geburt 1638 des zukünftigen Ludwig XIV. besuchte Anna von Österreich vom 27. bis 29. März 1660 Apt, was entsprechend gefeiert wurde und den bereits vorhandenen Muttergotteskult weiter förderte.
Nach der französischen Revolution wurde 1790 die ehemalige Viguerie Apt zur Unterpräfektur ernannt. Neben vielen politischen Veränderungen wurde auch die wirtschaftliche Produktion im 19. Jahrhundert modernisiert und vermehrt industrialisiert, darunter waren Farben, Keramik, Wachs, Hutmacherei, kandierte Früchte, Eisen und Schwefel. Im 20. Jahrhundert entwickelten sich Tourismus, Restauration und Gastgewerbe in der Region. Die Stadt hat seit 1975 gut 11.000 Einwohner.

## Bauwerke

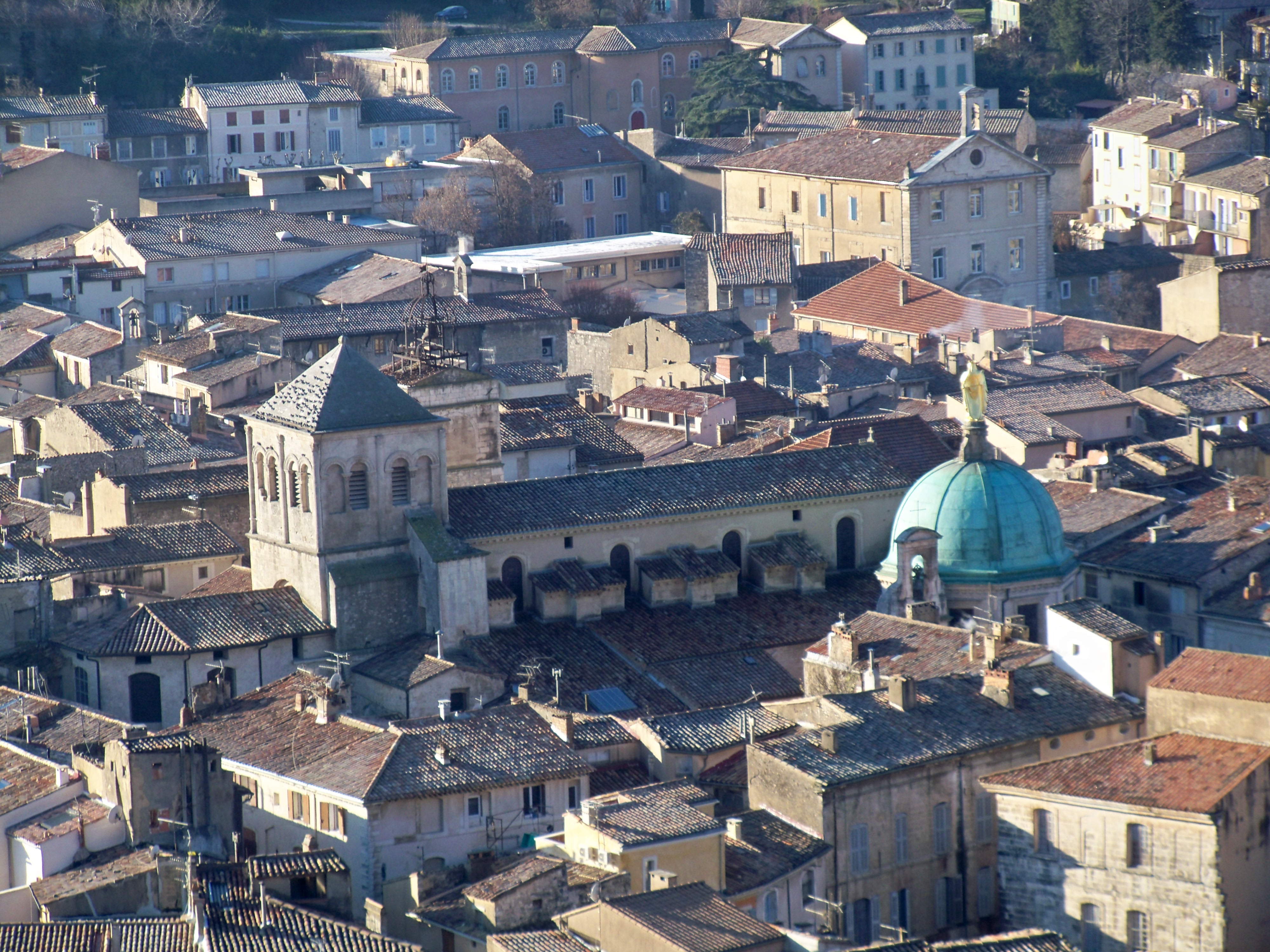
Kathedrale Sainte Anne

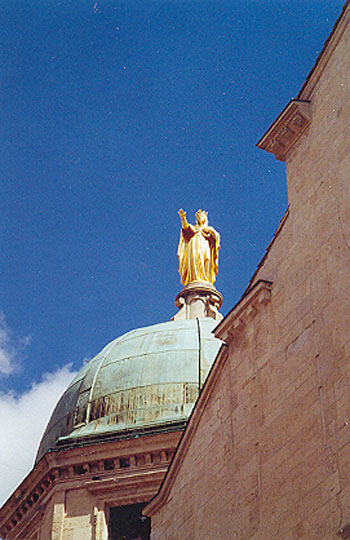
Statue der Sainte Anne auf der Kuppel der Kathedrale

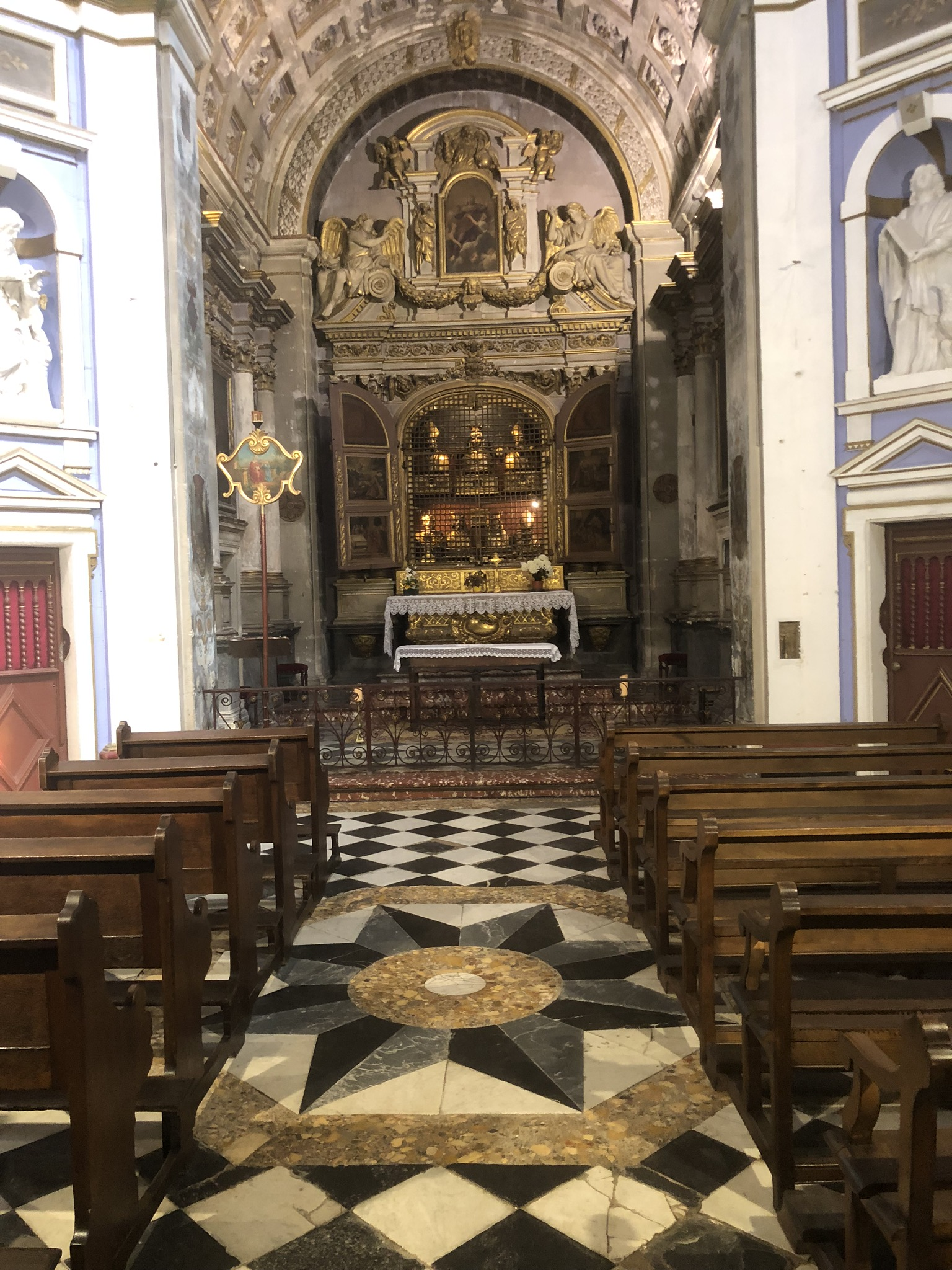
Annakapelle in der ehem. Kathedrale mit Reliquien

Die ehemalige Kathedrale Sainte Anne in die Enge der Rue des Marchands gezwängt, ist ein bemerkenswertes Beispiel provenzalischer Kirchenbaukunst des 12. bis 14. Jahrhunderts. Begonnen im 11. Jahrhundert wurden letzte Arbeiten erst in der zweiten Hälfte des 17. Jahrhunderts fertiggestellt (Chapelle royale). Bis zur Französischen Revolution war die Kirche Sitz der Bischöfe von Apt. Mit dem Konkordat von 1801 wurde die Diözese aufgelöst und zwischen den Bistümern Avignon und Digne aufgeteilt. Unter der Apsis befinden sich zwei übereinander liegende Krypten. Die untere stammt noch aus der Merowingerzeit.

## Wirtschaft
Apt ist als „Welthauptstadt der kandierten Früchte“ bekannt. Der Ort ist von vielen Obstplantagen und Rebflächen umgeben, die zum Gebiet des Côtes du Ventoux gehören. Außerdem gilt Apt als das Wirtschaftszentrum der dünn besiedelten Luberon-Region in der zentralen Provence. Jeden Samstag findet in der Innenstadt von Apt ein großer, als „marché classé de la France“ ausgezeichneter Markt statt. Die Stadt beherbergt auch den Hauptsitz des Unternehmens Delta Plus Group.

## Verkehr
Durch Apt verlief die Bahnstrecke Cavaillon—Saint-Maime-Dauphin, auf der sich heute ein Bahntrassenradweg befindet. Im ehemaligen Bahnhof befindet sich die Touristinformation. Zudem bestehen zwei Buslinien, die Apt jeweils mit Aix-en-Provence verbinden. Der nächste Bahnhof befindet sich in Cavaillon.

## Militär
Bis Ende der 1990er Jahre beherbergte das „Plateau d’Albion“ nördlich von Apt als Base aérienne 200 die landgestützte Nuklearstreitmacht Frankreichs. Heute wird ein Teil der ehemaligen Raketenbasis als Ausbildungslager der Fremdenlegion sowie Abhörstation des Auslandsgeheimdienstes Direction générale de la Sécurité extérieure genutzt.

## Tourismus
Von Apt aus ist die Region um die Höhenzüge Grand Luberon und Petit Luberon zu erschließen (bis 1.256 m über dem Meeresspiegel, etwa 600 km²).
Die Gegend um Apt (zum Beispiel in Gordes) wird seit den 1970er Jahren von der französischen High Society und vielen britischen und deutschen Urlaubern bewohnt und besucht, die ein ländliches Leben wünschen. Beim Sportklettern ist Apt als Ausgangspunkt für Klettertouren an den Kalksteinfelsen von Buoux beliebt.
In der Stadt befinden sich zwei Museen: Das Musée d’Histoire et d’Archéologie und das Musée de l’Aventure Industrielle mit einer Ausstellung zur Wirtschafts- und Industriegeschichte der Region.

## Städtepartnerschaften
Apt hat Städtepartnerschaften geschlossen mit
- Bakel, Senegal
- Boussu im wallonischen Teil Belgiens
- Thiene, Veneto, Italien

## Persönlichkeiten
- Pierre Ortigue de Vaumorière (1610–1693), Schriftsteller
- Jacques Bernard d’Anselme (1740–1814), General
- Joseph Aude (1755–1841), Schriftsteller
- Émile Laure (1881–1957), Offizier
- Michaël Guigou (* 1982), mehrfacher Weltmeister und Olympiasieger im Handball
- Romain Philippoteaux (* 1988), Fußballspieler

## Verschiedenes
- Nach der Stadt Apt ist das Aptium, eine erdgeschichtliche Stufe der unteren Kreidezeit, benannt.
- (9393) Apta und ein Marskrater sind nach Apt bzw. Colonia Iulia Apta benannt; siehe Liste der Marskrater/A
- Peter Mayle hat die Landschaft und die Lebensart der Einheimischen in mehreren Romanen beschrieben.
- 1803 fiel bei Apt ein 3,2 Kilogramm schwerer Steinmeteorit und wurde als L6-Chondrit klassifiziert. Der Stein schlug ein Loch in einen Weinberg.[3]